# Epinephelus stoliczkae
Epinephelus stoliczkae és una espècie de peix de la família dels serrànids i de l'ordre dels perciformes.

## Morfologia
Els mascles poden assolir els 38 cm de longitud total.

## Distribució geogràfica
Es troba des del Mar Roig (incloent-hi el Golf de Suez) i el nord-oest de l'Índic fins al Pakistan.